# Правительство Забайкальского края

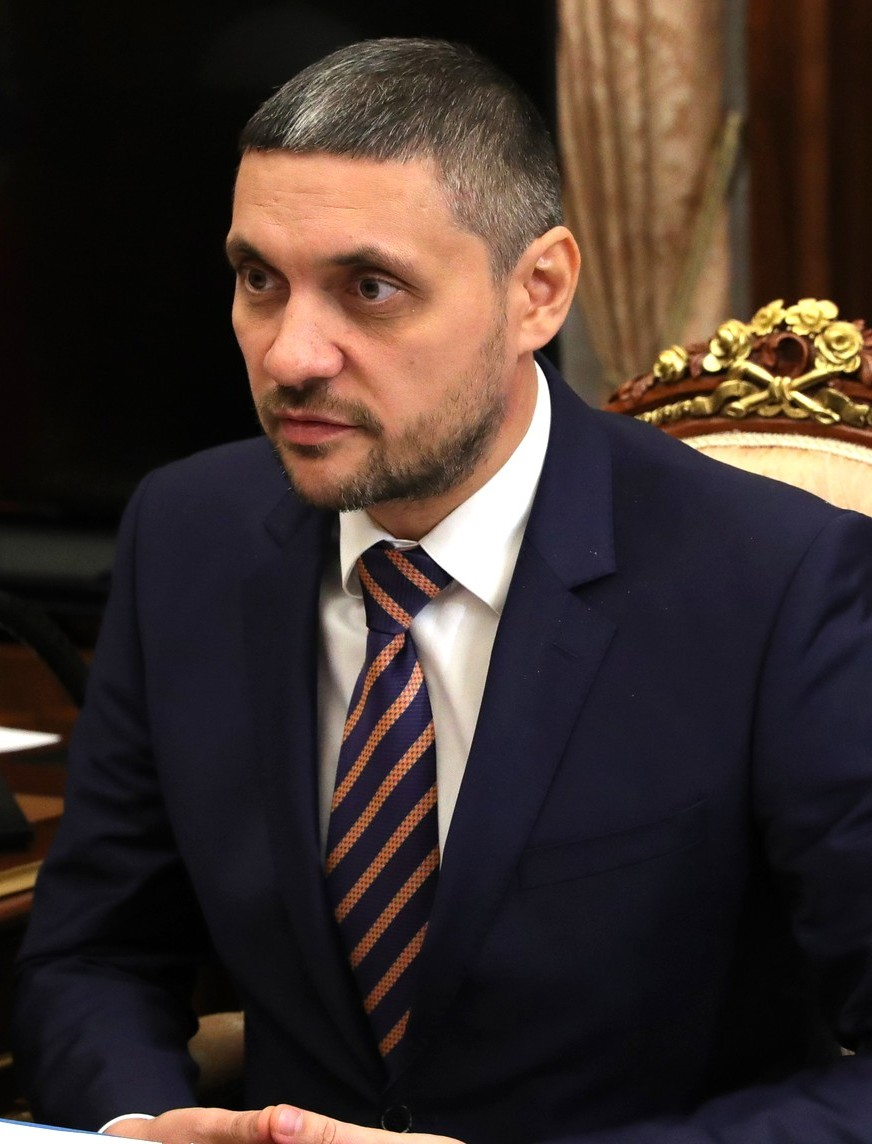
Губернатор Забайкальского края

Правительство Забайкальского края — высший орган исполнительной власти Забайкальского края. Правительство возглавляет губернатор Забайкальского края.

## История
Правительство Забайкальского края было образовано в 2008 году в соответствии с Конституцией Забайкальского края. До этого времени исполнительная власть в крае осуществлялась администрацией края, которая возглавлялась губернатором.

## Структура
- Губернатор Забайкальского края
- Председатель Правительства Забайкальского края
- Заместители Председателя Правительства Забайкальского края
- Министры Забайкальского края

## Компетенция
- Осуществляет управление государственными финансами края
- Разрабатывает и реализует программы социально-экономического развития края
- Обеспечивает исполнение законов и иных нормативных правовых актов края
- Управляет и контролирует деятельностью подведомственных органов исполнительной власти края

## Председатель
- Организует работу Правительства Забайкальского края
- Подписывает постановления и распоряжения Правительства Забайкальского края
- Представляет Правительство Забайкальского края в отношениях с органами государственной власти Российской Федерации, органами государственной власти других субъектов Российской Федерации, органами местного самоуправления, общественными объединениями и иными организациями[1]

## Сенатор Российской Федерации от правительства Забайкальского края
- Жамсуев Баир Баясхаланович — с 18 сентября 2013 года